# تسویوشی کویاما
تسویوشی کویاما (انگلیسی: Tsuyoshi Koyama؛ زادهٔ ۴ اکتبر ۱۹۶۷) بازیگر، و صداپیشه اهل ژاپن است.